# Versification allitérative

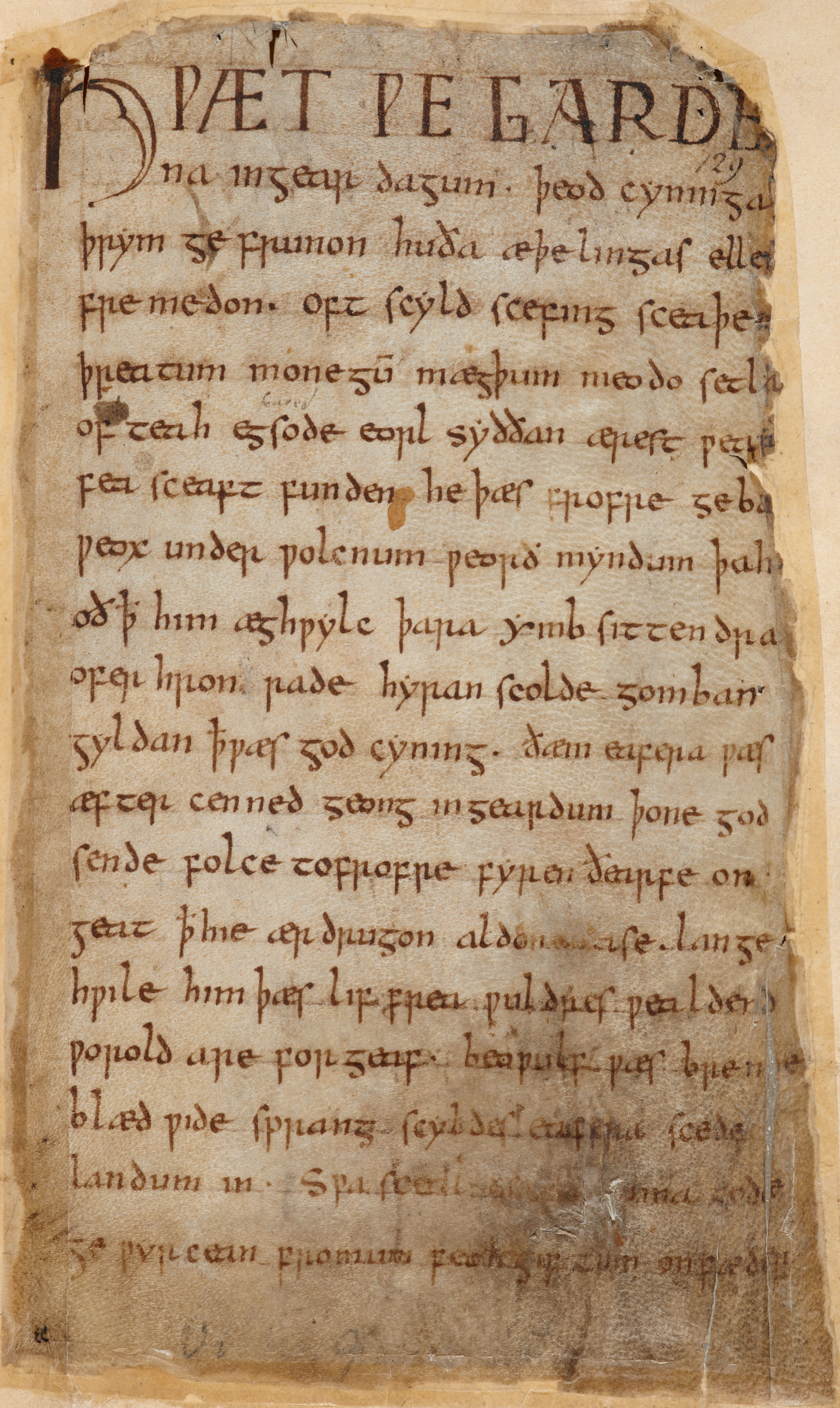
L’épopée Beowulf est composée en vers allitératifs.

La versification allitérative est une forme de versification dont la structure repose sur l’usage d’allitérations, au lieu par exemple des rimes. Les traditions de versification allitérative les plus étudiées sont celles que l’on peut trouver dans les plus anciennes littératures de nombreuses langues germaniques. L’épopée anglo-saxonne Beowulf, comme la plus grande partie de la poésie en vieil anglais, le Muspilli vieux haut-allemand, le Heliand vieux saxon et l’Edda poétique vieux norrois exploitent tous la versification allitérative.
La versification allitérative est présente dans de nombreuses autres langues, bien que présentant rarement la rigueur systématique des productions germaniques. Le Kalevala finnois et le Kalevipoeg estonien utilisent tous deux des formes allitératives issues de la tradition populaire. 
La versification traditionnelle de plusieurs langues turques, notamment l’ouïghour, est également allitérative.

## Première attestation
Le premier usage de la versification allitérative apparaît en latin quand, dans deux ou plusieurs mots qui se suivent, les syllabes, initiales ou intérieures, commencent par la même consonne. Le procédé est un ornement dans l'ancienne versification latine :
O Tite tute Tati, tibi tanta, tyranne, tulisti ! (Ennius)

Titus Tatius, tyran, tant de torts tourmentèrent ta tête ! (traduction inédite)
On la trouve souvent dans Lucrèce, qui imite Ennius.

## Origine et caractéristiques germaniques communes

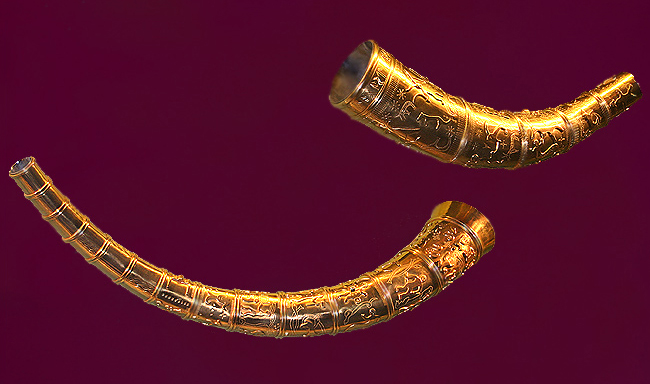
Les copies des cornes d'or de Gallehus exposées au musée national du Danemark.

Les formes poétiques présentes dans diverses langues germaniques ne sont pas identiques, mais suffisamment proches pour pouvoir affirmer qu’elles sont issues de traditions étroitement liées et originaires d’une même source germanique. Toutefois, les connaissances actuelles de cette source sont presque entièrement basées sur l’examen des poèmes qui nous sont parvenus.
Snorri Sturluson, poète du XIIIe siècle, a laissé dans son Edda des témoignages sur la nature de la versification allitérative. Il y décrit les métriques et artifices poétiques employés par les scaldes vers l’an 1200. La description de Snorri a servi de point de départ pour la reconstruction de la métrique allitérative autre que vieux-norroise. De nombreuses théories métriques différentes ont été proposées, toutes controversées. Cependant, dans une perspective plus large, certaines caractéristiques communes sont présentes à toutes les époques.
La versification allitérative était déjà présente dans quelques-uns de plus anciens monuments de la littérature germanique. Les cornes d'or de Gallehus, découvertes au Danemark et datant probablement du IVe siècle, portent l’inscription runique suivante en proto-norrois :
ek hlewagastir holtijar || horna tawidô

Moi, [fils de ?] Hlewagastir de Holt, ai fait la corne
L’inscription comporte quatre syllabes fortement accentuées (en gras) dont trois débutent par h, c’est-à-dire le son /h/. La même structure est retrouvée dans des vers beaucoup plus tardifs.
Originellement, toute la poésie allitérative était composée et transmise oralement ; une grande partie en a donc été perdue au fil des siècles. Le degré d’altération des productions orales lors du passage à l’écrit est toujours discuté. Néanmoins, il existe un large consensus quant au fait que les vers écrits retiennent une grande partie (d’aucuns diront l’intégralité) des subtilités du langage parlé.
L’allitération s’adapte naturellement à la prosodie des langues germaniques. Elle consiste essentiellement à faire correspondre les attaques (c’est-à-dire les consonnes ou groupes de consonnes initiales) des syllabes accentuées. Les premières langues germaniques avaient pour trait commun de voir l’accentuation tomber sur la racine des mots qui, généralement, était la syllabe initiale, à moins de la présence d’un préfixe inaccentué.
Les traits fondamentaux de la versification allitératives des langues germaniques sont les suivants :
- Chaque vers est divisé en deux demi-vers ou hémistiches. Le premier est appelé vers a, le second vers b[N 2] ;
- Une pause appuyée, ou césure, sépare les demi-vers ;
- Chaque demi-vers possède habituellement deux syllabes fortement accentuées ;
- La première syllabe accentuée du vers b est presque toujours allitérée avec l’une des syllabes accentuées (ou les deux) du vers a ;
- La seconde syllabe accentuée du vers b n’est pas allitérée avec les syllabes précédentes.

L’organisation des syllabes inaccentuées varie considérablement suivant les traditions des diverses langues germaniques. Les règles de cette organisation restent controversées et imparfaitement comprises.
Le besoin de trouver des mots permettant l’allitération a donné certaines autres distinctions à la poésie allitérative. Les poètes se servaient d’un vocabulaire spécialisé de synonymes peu employés dans les textes en prose et utilisaient des métaphores standard, les kennings.

## Formes poétiques anglo-saxonnes
La poésie anglo-saxonne est basée sur un système de construction de vers resté remarquablement consistant au fil des siècles, bien que quelques-unes des structures poétiques aient commencé à disparaître à la fin de la période du vieil anglais.
Le système de classification le plus largement utilisé est basé sur celui développé par Eduard Sievers. Il faut souligner le fait que le système de Sievers est, fondamentalement, une méthode de catégorisation plutôt qu’une théorie métrique complète. Il n’a donc pas pour but de décrire le système dont les scop (en) se servaient pour composer leurs vers, ni n’explique pourquoi certains motifs sont favorisés ou exclus. Sievers divisait les vers en cinq catégories, nommées de A à E. Son système est fondé sur l’accentuation, l’allitération, la quantité des voyelles et les structures d’accentuation syllabiques.

### Accentuation
Une ligne de poésie vieil-anglaise consiste en deux vers séparés par une pause (césure). Chaque demi-ligne possède deux syllabes accentuées. L’exemple suivant, extrait du poème La Bataille de Maldon, en témoigne (en gras, les syllabes accentuées) :
Hige sceal þe heardra, || heorte þe cenre,

mod sceal þe mare, || swa ure mægen lytlað.

(« La volonté doit être [d’autant] plus dure, le courage plus vaillant,

l’esprit doit être plus présent, que notre force diminue. »)

### Allitération
L’allitération est le principal agent structurant de la poésie anglo-saxonne. Deux syllabes allitèrent quand elles débutent par le même son. Toutes les voyelles allitèrent les unes avec les autres, mais les groupes de consonnes st-, sp- et sc- sont considérés comme des sons distincts (ils n’allitèrent pas ensemble, ni avec s-). À l’opposé, le c non palatal du vieil anglais, prononcé /k/, allitère avec le c palatalisé, prononcé /tʃ/, tout comme le g non palatal (/g/) allitère avec le g palatalisé (/j/). En effet, les structures poétiques anglo-saxonnes sont héritées de l’époque où la prononciation de ces deux consonnes ne s’était pas partagée en une version palatale et une non-palatale.
La première syllabe accentuée de chaque seconde demi-ligne est habituellement allitérée avec au moins une des syllabes accentuées de la demi-ligne précédente. La seconde syllabe accentuée de la seconde demi-ligne n’est généralement pas allitérée avec les autres.

### Renaissance allitérative
De la même manière que certains poèmes anglo-saxons usaient de rimes (The Rhyming Poem (en) et, partiellement, Les Proverbes d'Alfred), les vers allitératifs étaient encore parfois utilisés en moyen anglais. Le Brut de Layamon, écrit vers 1215, utilise une structure allitérative assez lâche. Le Pearl Poet employa l’un des schémas allitératifs les plus sophistiqués existant dans Pearl, Cleanness, Patience et Sire Gauvain et le Chevalier vert. Plus tardivement, Pierre le laboureur, de William Langland, est une œuvre majeure écrite en vers allitératifs entre 1360 et 1399. Bien que mille ans se soit écoulés entre cette œuvre et les cornes d’or de Gallehus, la forme poétique demeure similaire :
A feir feld full of folk || fond I þer bitwene,

Of alle maner of men, || þe mene and þe riche,

Worchinge and wandringe || as þe world askeþ.

(« Parmi eux je trouvai une foire remplie

De toutes sortes d’hommes, pauvres et riches,

Œuvrant et allant comme le requiert le monde. »)
L’allitération était parfois employée avec la rime dans la poésie moyen-anglaise, comme dans Pearl et le densément structuré Dit des trois morts et des trois vifs. En général, les poètes de cette langue étaient assez peu rigoureux quant au nombre de syllabes accentuées : dans Sire Gauvain et le Chevalier vert, par exemple, figurent de nombreux vers avec des syllabes allitératives surnuméraires (ex. l. 2, « the borgh brittened and brent to brondez and askez »), et la césure médiane n’est pas toujours présente.

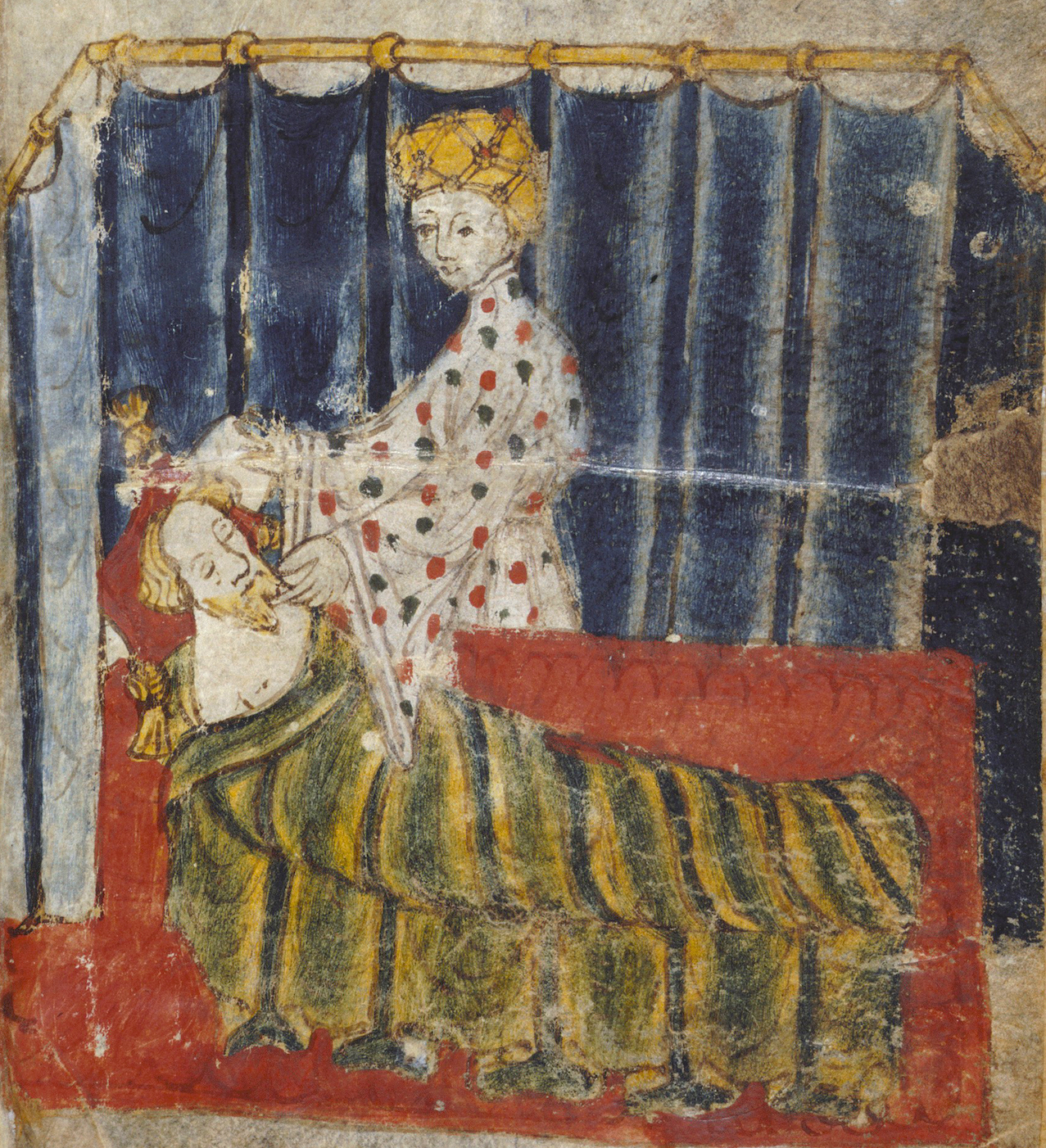
Sire Gauvain et le Chevalier vert est un poème allitératif célèbre en moyen anglais (manuscrit original, artiste inconnu).

À partir du XVe siècle, la versification allitérative devint particulièrement peu courante, avec quelques exceptions comme le Crede de Pierre le laboureur (en) (vers 1400) ou le Tretis of the Tua Marriit Wemen and the Wedo de William Dunbar (vers 1500). Cependant, dès le milieu du XVIe siècle les vers allitératifs à quatre temps (les quatre syllabes accentuées) disparurent complètement de la tradition écrite : le dernier poème utilisant cette forme qui nous est parvenu, Scottish Ffielde, a été écrit vers 1515 pour Thomas Stanley en commémoration de la bataille de Flodden Field.
J. R. R. Tolkien est un auteur moderne qui a étudié la versification allitérative et l’a intensivement utilisée dans ses romans et poèmes. Il écrivait des vers allitératifs en anglais moderne, dans le style vieil-anglais ; en effet, c’était l’un des principaux connaisseurs de Beowulf de son époque. Parmi les poèmes allitératifs de Tolkien, on peut compter ceux qu'il a écrit pour les Rohirrim, une culture du Seigneur des anneaux qui a emprunté plusieurs aspects de la culture anglo-saxonne. Il y a également de nombreux exemples de tels poèmes dans l’Histoire de la Terre du Milieu, une série d’œuvres posthumes de Tolkien. Parmi elles, Le Lai des Enfants de Húrin, publié dans Les Lais du Beleriand, est le plus long de ces poèmes. Par ailleurs, Tolkien a travaillé sur des traductions en anglais moderne et en vers allitérés de plusieurs poèmes en moyen anglais du Pearl Poet : Sire Gauvain et le Chevalier vert, Pearl et Sir Orfeo. Elles furent publiées de manière posthume, en 1975. De son vivant, Tolkien publia Le Retour de Beorhtnoth, fils de Beorhthelm en 1953, un dialogue en vers allitératifs décrivant de manière fictive la bataille de Maldon.
La versification allitérative est occasionnellement utilisée par d’autres auteurs. W. H. Auden a écrit plusieurs poèmes, dont The Age of Anxiety (en), en vers allitératifs légèrement modifiés pour correspondre à la phonétique de l’anglais moderne. Le style, riche en noms, rend la versification allitérative particulièrement adaptée aux poèmes d’Auden :
Now the news. Night raids on

Five cities. Fires started.

Pressure applied by pincer movement

In threatening thrust. Third Division

Enlarges beachhead. Lucky charm

Saves sniper. Sabotage hinted

In steel-mill stoppage. . . .  
D’autres poètes se sont essayés à la versification allitérative, dont Ezra Pound et Richard Wilbur, dont le Junk s’ouvre sur les vers suivants :
An axe angles

                 from my neighbor's ashcan;

It is hell's handiwork, 

                           the wood not hickory.

The flow of the grain

                         not faithfully followed.

The shivered shaft

                      rises from a shellheap

Of plastic playthings,

                          paper plates. 
Plusieurs traductions de Beowulf utilisent des techniques allitératives. Parmi les plus récentes, on peut compter celle de Seamus Heaney, qui suit approximativement les règles de la versification allitérative moderne, au contraire de celle d’Alan Sullivan (en) et Timothy Murphy qui les suivent de plus près.

## Formes poétiques vieux-norroises
La forme héritée de versification allitérative subit quelques changements en poésie vieux-norroise. En effet, de nombreuses syllabes inaccentuées disparurent du vieux norrois en raison de changements phonétiques par rapport au germanique commun. Le vers vieux-norrois suivant, extrait du Hávamál, présente une brièveté caractéristique : les syllabes accentuées tendent à être rassemblées aux dépens des syllabes faibles, qui sont parfois complètement supprimées.
Deyr fé || deyja frændr

(« Le bétail meurt ; les amis meurent »)
Les noms des diverses formes de versification norroise figurent dans l’Edda de Snorri. Le Háttatal contient les noms et les caractéristiques de chacune des formes poétiques norroises fixées.

### Fornyrðislag

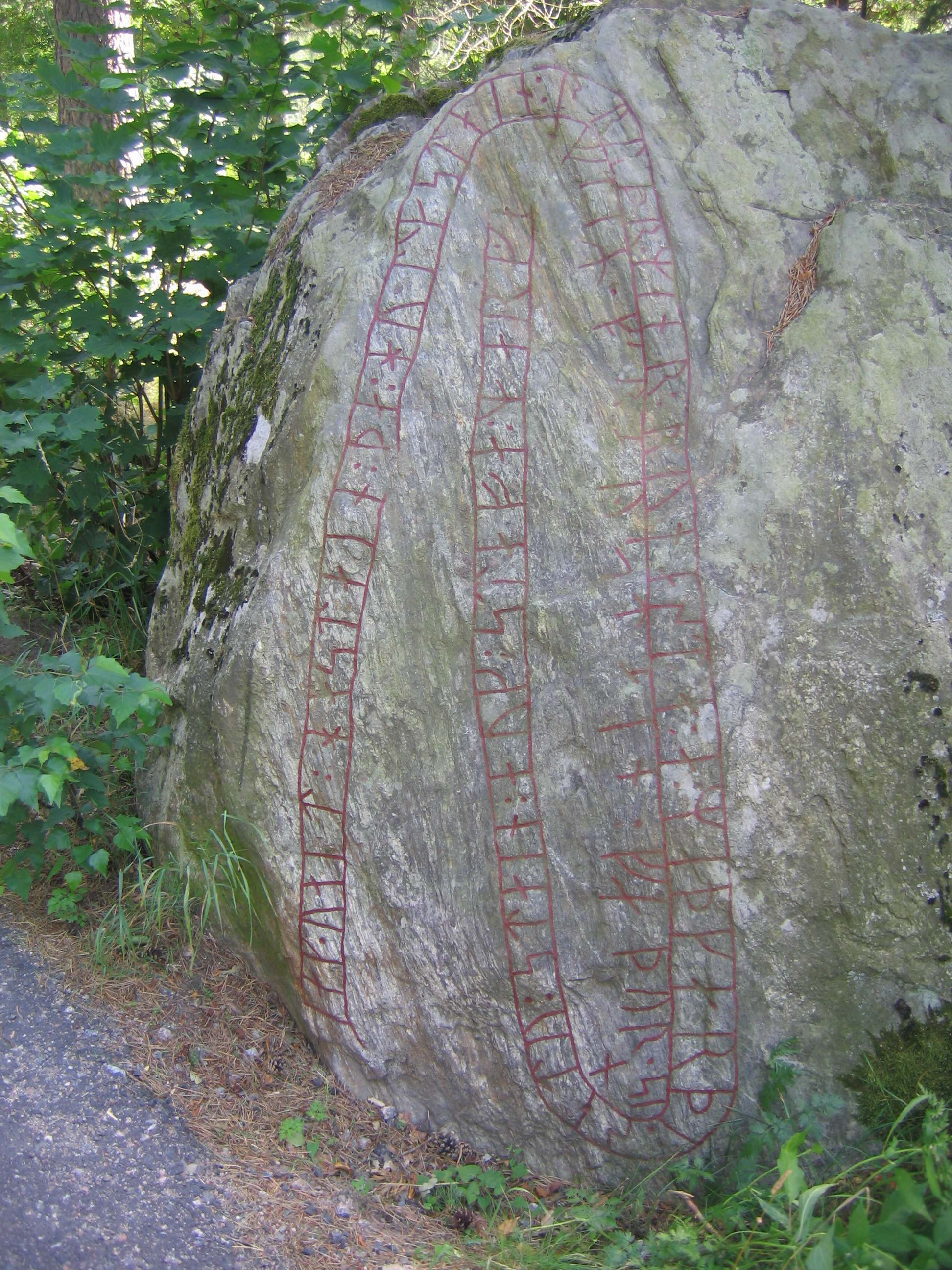
La pierre runique de Fyrby raconte sous forme de fornyrðislag que deux frères étaient « les plus talentueux en runes de Midgard ».

Une versification proche de celle de Beowulf était présente sur les pierres runiques et dans les Eddas norrois ; en vieux norrois, elle était appelée fornyrðislag, ce qui signifie « manière des anciens mots ». Les poètes norrois avaient tendance à rassembler leurs vers en stances de deux à huit lignes (voire plus) plutôt que d’écrire une suite continue de vers comme dans le modèle vieil-anglais. La perte des syllabes inaccentuées a rendu ces vers plus denses et emphatiques. Contrairement aux poètes anglo-saxons, les poètes norrois essayaient de faire de chaque ligne une unité syntactique complète, évitant ainsi les enjambements ; il était donc rare de voir une phrase débuter dans la seconde moitié d’une demi-ligne. Voici un exemple extrait du Hervararkviða (en) (ou Le réveil d’Angantyr) :
Vaki, Angantýr! || vekr þik Hervǫr,

eingadóttir || ykkr Tófu!

Selðu ór haugi || hvassan mæki

þann's Svafrlama || slógu dvergar.

(Réveille-toi, Angantyr (en) ! Voici Hervor (en) qui te réveille, ta seule fille par Tófa ! Cède depuis ta tombe la puissante épée que les nains ont forgé pour Svafrlami.)
En fornyrðislag, deux syllabes accentuées par demi-ligne sont présentes, avec deux ou trois (parfois une seule) syllabe inaccentuée. Au moins deux syllabes accentuées, habituellement trois, allitèrent. Cette forme possède une variante appelée málaháttr, qui ajoute une syllabe inaccentuée à chaque demi-ligne, faisant passer le nombre de ces dernières de six à huit (voire dix).

#### J. R. R. Tolkien
J. R. R. Tolkien s’est également essayé au fornyrðislag dans son poème narratif La Légende de Sigurd et Gudrún basé sur la poésie scaldique des Eddas et écrite dans le but de raconter la saga de Sigurd et de la chute des Nibelungen. Christopher Tolkien a jouté de nombreuses notes et commentaires à l’œuvre de son père.
D’après Christopher Tolkien, il n’est plus possible de déterminer la date exacte de sa composition. Des indices semblent la dater des années 1930 ; cette œuvre fut publiée de manière posthume en mars 2009.
Dans une lettre de 1967 à W. H. Auden, Tolkien écrit : « Merci pour votre merveilleux effort de traduction et de réorganisation de The Song of the Sibyl. En contrepartie, j’espère vous envoyer, si je peux mettre la main dessus (j’espère ne pas l’avoir perdu), une chose que j’ai faite il y a de nombreuses années en essayant d’apprendre l’art de composer de la poésie allitérative : une tentative d’unification des lais à propos des Völsungs des Eddas, écrits en anciennes stances fornyrðislag en huit lignes ».

### Ljóðaháttr
Les changements de versification sont accompagnés pas le développement du ljóðaháttr, qui signifie « mètre des chansons » ou « des ballades » et dont les stances sont composées de quatre lignes. Les lignes impaires forment quasiment des vers allitératifs standard de quatre syllabes accentuées dont deux ou trois allitèrent, avec une césure ; les lignes paires ont trois syllabes accentuées dont deux allitèrent, sans césure. L’exemple suivant est extrait de la lamentation de Freyr, dans le Skírnismál :
Lǫng es nótt, || lǫng es ǫnnur,

hvé mega ek þreyja þrjár?

Opt mér mánaðr || minni þótti

en sjá halfa hýnótt.

(Longue est la nuit, longue est la suivante ; comment puis-je en supporter trois ? Souvent un mois m’a semblé moins long que ce demi hýnótt.)
Il existe plusieurs variantes du ljóðaháttr, dont le galdraháttr ou le kviðuháttr (« mètre incantatoire »), qui ajoute une cinquième courte ligne (trois syllabes accentuées) à la fin de la stance ; dans cette forme, la dernière ligne fait généralement écho à la quatrième.

### Dróttkvætt

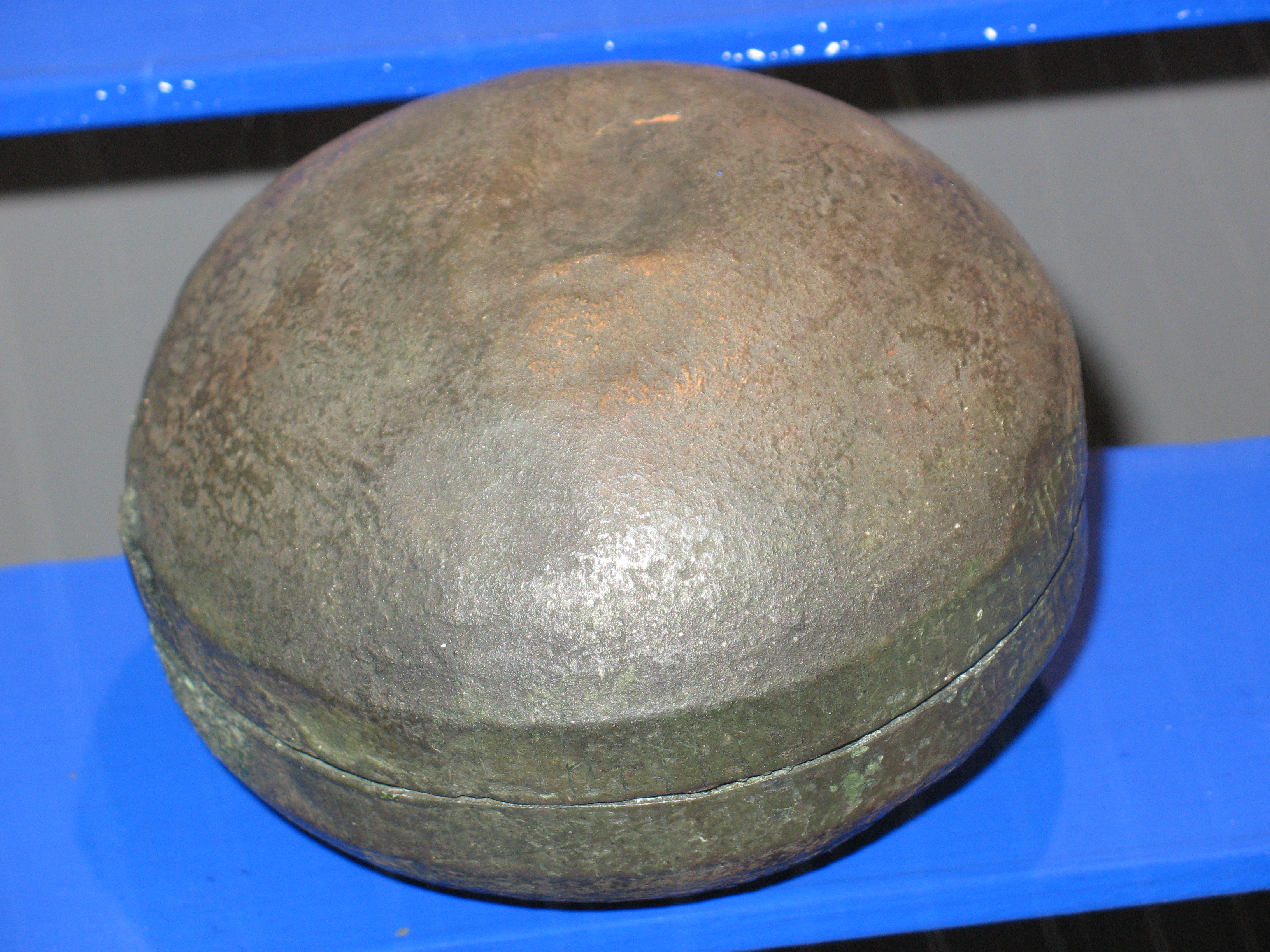
La boîte de Sigtuna en cuivre, avec un vers dróttkvætt écrit en runes

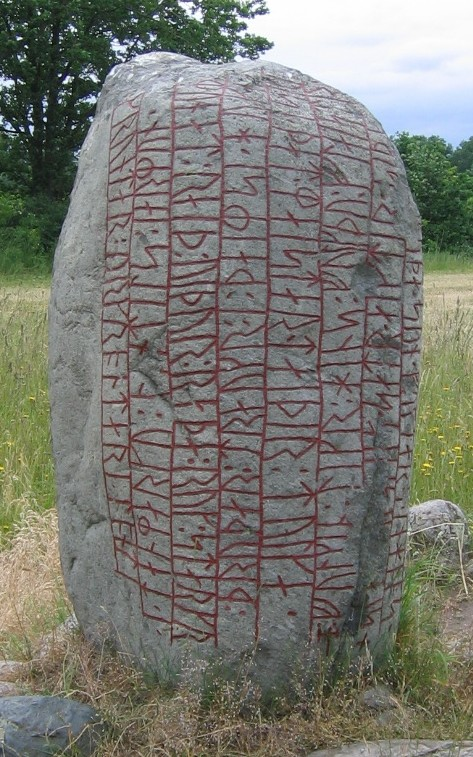
La pierre runique de Karlevi comporte un poème en dróttkvætten mémoire d’un chef.

Ces formes de versification furent encore davantage élaborée dans la forme de poésie scaldique appelée dróttkvætt, signifiant « vers majestueux », qui ajoute des rimes internes et d’autres formes d’assonance allant bien au-delà des exigences de la versification allitérative germanique. La stance dróttkvætt comporte huit lignes, chacune contenant trois syllabes accentuées. En plus de deux ou trois allitérations, les consonnes des lignes impaires, non nécessairement en position initiale, pouvaient partiellement rimer (ce phénomène étant appelé skothending) bien que les voyelles associées soient différentes ; les lignes paires contenaient des rimes internes (aðalhending) dans les syllabes, non nécessairement en position finale. D’autres restrictions sont présentes : chaque vers doit avoir exactement six syllabes et doit finir par un trochée.
Les règles de cette versification sont si exigeantes que le texte des poèmes était parfois divisé en deux, un ensemble syntaxique figurant avant les césures et un autre après. Ainsi, le roi Harald III de Norvège déclame les vers suivants dans le Fagrskinna à l’occasion de la bataille de Stamford Bridge (les assonances et allitérations sont en gras) :
Krjúpum vér fyr vápna,

(valteigs), brǫkun eigi,

(svá bauð Hildr), at hjaldri,

(haldorð), í bug skjaldar.

(Hátt bað mik), þar's mœttusk,

(menskorð bera forðum),

hlakkar íss ok hausar,

(hjalmstall í gný malma).

À la bataille, nous ne rampons pas derrière un bouclier devant le vacarme des armes [ainsi parla la déesse du pays des faucons à la parole véritable.] Elle qui portait le collier me pria de garder la tête haute dans la bataille, lorsque la glace du combat [une épée luisante] cherche à fracasser les crânes.
Les mots entre crochets (« ainsi parla la déesse du pays des faucons à la parole véritable ») sont syntaxiquement séparés, mais insérés dans le reste du poème. Les kennings élaborés sont pratiquement obligatoires dans cette forme complexe et exigeante, autant pour résoudre des difficultés métriques que pour transmettre un message vivide. Curieusement, il est écrit dans la saga que Harald aurait improvisé ces vers après une performance moins brillante (en fornyrðislag) ; Harald, ayant jugé son œuvre mauvaise, offrit celle-ci construite sous une forme plus exigeante. Bien que l’échange soit sans doute fictionnel, cette scène illustre la manière dont était perçue ce type de versification.
La plupart des poèmes en dróttkvætt qui nous sont parvenus apparaissent dans l’une ou l’autre des sagas norroises. Plusieurs d’entre elles sont des biographies de scaldes.

### Hrynhenda
Le hrynhenda est une évolution du dróttkvætt pourvue de vers octosyllabiques (au lieu d’hexasyllabiques) mais soumis aux mêmes exigences de rimes et d’allitérations. Son utilisation est attestée dès 985 dans le Hafgerðingadrápa dont quatre vers nous sont parvenus (en gras, les rimes et allitérations) :
Mínar biðk at munka reyni

meinalausan farar beina;

heiðis haldi hárar foldar

hallar dróttinn of mér stalli.

Je demande à l’épreuve des moines (Dieu) un voyage sûr ; le seigneur du palais du haut endroit (Dieu — kenning en quatre éléments) garde le siège du faucon (la main) sur moi.
L’auteur est supposé être un chrétien des Hébrides ayant composé le poème pour demander à Dieu de protéger son voyage en mer. Le troisième vers est en réalité sur-allitéré : il devrait y avoir exactement deux allitérations dans les lignes impaires. Ce type de versification obtint une certaine popularité en poésie courtoise du fait d’un rythme jugé plus majestueux que celui du dróttkvætt.
La poésie allitérative est toujours pratiquée en Islande, de manière ininterrompue depuis la colonisation de l’île.

## Formes germaniques
Le corpus vieux haut-allemand et vieux saxon de Stabreim, ou vers allitératif, est très réduit. Moins de 200 vers en vieux haut-allemand nous sont parvenus, répartis dans quatre œuvres : Le Chant de Hildebrand, le Muspilli, les formules magiques de Mersebourg et la prière de Wessobrunn. Toutes ces œuvres sont préservées dans des formes qui paraissent clairement corrompues, ce qui suggère que les copistes n’étaient pas complètement familiers avec la tradition poétique. Les deux poèmes allitératifs vieux-saxons, le Heliand fragmentaire et la Genèse qui l’est encore plus, sont tous deux des poèmes chrétiens, créés en tant qu’œuvres écrites au contenu biblique basé sur des sources latines, et non issus de la tradition orale.
Cependant, ces deux traditions germaniques montrent une caractéristique commune, bien moins courante ailleurs : la prolifération de syllabes inaccentuées. En temps normal, il s’agit de mots qui sont par nature inaccentués (pronoms, prépositions, articles, auxiliaires de mode), mais dans les œuvres en vieux saxon on retrouve également des adjectifs et des verbes.
Dans le Hildbrandslied, lignes 4-5 :
Garutun se iro guðhamun, gurtun sih iro suert ana,

helidos, ubar hringa, do sie to dero hiltiu ritun.

Ils préparèrent leur équipement de combat, bouclèrent leurs épées,

les héros, sur la broigne, quand ils chevauchèrent vers ce combat.
Dans le Heliand, ligne 3062 :
Sâlig bist thu Sîmon, quað he, sunu Ionases; ni mahtes thu that selbo gehuggean

Béni sois-tu Simon, dit-il, fils de Jonas ; [car] tu n’as pas trouvé cela toi-même (Matthieu 16:17)
Cela crée un style moins dense, certainement plus proche du langage quotidien, qui a été interprété à la fois comme le signe de la technique décadente de poètes mal formés et comme une innovation artistique laissant le champ libre à des effets poétiques additionnels. Dans tous les cas, cela marque une rupture avec la typologie de Sievers.

### Stabreim & Wagner
Plus récemment, Richard Wagner, cherchant à évoquer les vieux modèles germaniques et ce qu’il considérait comme un style plus naturel et moins « sur-civilisé », écrivit L'Anneau du Nibelung en Stabreim.
John Warrack en son article sur Wagner écrit : "...Wagner utilise le vers de Stabreim....qu'il fait revivre d'après des modèles anciens...L'absence de périodicité lui permet d’élaborer une harmonie chromatique très libre, sans précédent dans l'histoire de la musique. Ces méthodes supposent à leur tour une orchestration d'une nouvelle intensité d'une souplesse et d'une richesse encore inconnues...".